# Britta Nielsen
Anna Britta Troelsgaard Nielsen (født 28. maj 1954) er en dansk kontorfuldmægtig, og fra 1977 til 2018 sagsbehandler i forskellige funktioner under Socialministeriet. Den 27. januar 1977 blev Britta Nielsen ansat i Socialministeriet som sagsbehandler. Præcis 40 år efter, 27. januar 2017, modtog hun efter indstilling fra Socialstyrelsen Dronningens fortjenstmedaljen i sølv. På dette tidspunkt var Britta Nielsen ansat i styrelsens tilskudsforvaltning. 
Den 25. september 2018 blev hun politianmeldt og dagen efter bortvist fra arbejdspladsen. Hun blev den 18. februar 2020 idømt 6 år og 6 måneders fængsel for svindel for 117 millioner DKK.

## Svindel mod Socialstyrelsen
I slutningen af september 2018 blev Britta Nielsen bortvist fra sit arbejde, og politianmeldt for mistanke om at have svindlet for over 121 millioner kr. fra Socialstyrelsen, der oprindeligt skulle bruges til bl.a. udsatte personer. Man mener, at hun overførte pengene fra 1993 og frem til 2018.
Britta Nielsen rejste til Sydafrika, og blev eftersøgt internationalt via Interpol. Den 5. november 2018 kl. 05.30 lokal tid blev hun anholdt på et hotel i Johannesburg. Efter udlevering til Danmark, blev hun 10. november sammen med sønnen Jimmy Jamil Hayat (f. 9. maj 1980) varetægtsfængslet af Retten på Frederiksberg. Britta Nielsen blev sigtet for databedrageri af særlig grov beskaffenhed, mens sønnen fik en sigtelse på hæleri af særlig grov beskaffenhed ved at have modtaget 3,6 millioner kr. fra sin mor. Efterfølgende har begge frivilligt ladet fængslingen fortsætte, indtil retssagen begyndte ved Københavns Byret den 24. oktober 2019. Hendes to døtre, Karina Jamilla Hayat (f. 30. maj 1984) og Nadia Samina Hayat (f. 15. august 1987), samt svigersøn Kian Omid Mirzada (f. 1981) er ligeledes blevet sigtet for groft hæleri, da de har modtaget store pengesummer fra Britta Nielsen. De har ikke været i grundlovsforhør med krav om fængsling. Alle hendes tre børn endte med at blive dømt for groft hæleri og idømt henholdsvis fire, tre og to års fængsel.

### Retssag
Under et af de første retsmøder udtrykte Britta Nielsen, at "jeg ville gerne ud af det her med min trang til at tage de her penge. Jeg havde ikke lyst til at gøre det, jeg sad og lavede". Det blev fremført, at der var alt for lidt kontrol med medarbejderne i Socialstyrelsen. Derfor havde det været for nemt for Britta Nielsen at svindle igennem adskillige år.
Retssagen mod Britta Nielsen blev forsinket flere gange. En ambulance afhentede ved en enkelt lejlighed Britta Nielsen i retten.
Den 18. februar 2020 blev Nielsen idømt 6 år og 6 måneders fængsel for svindel for 117 millioner DKK.

## Privat
Britta Nielsen er datter af lagerarbejder Jens Nielsen og ekspeditrice Gerda Troelsgaard Nielsen. I midten af 1970'erne mødte hun den pakistansk-fødte ufaglærte bryggeriarbejder Khursheed Hayat (født 1943). Parret blev gift og fik tre børn. Familien var fra 1. juni 1986 bosat i en 174 m2 stor villa på Hvidovrevej 104 i Hvidovre. Før Hvidovre boede parret og børnene på adressen Baldersgade 39 på Ydre Nørrebro. Khursheed Hayat var ved sin pludselige død 8. december 2005 ekspeditionsleder på fast nathold hos Carlsberg Danmarks terminal i Taastrup.
Sø- og Handelsretten erklærede 4. oktober 2018, ti dage efter politianmeldelse for svindel mod Socialstyrelsen, Britta Nielsen for personlig konkurs. Dette medførte blandt andet at huset på Hvidovrevej blev beslaglagt. Kurator satte i februar 2019 huset til salg for 4.750.000 kroner. I 1986 betalte Khursheed Hayat og Britta Nielsen 1.190.000 kr. for ejendommen.

## Udmærkelser
- Fortjenstmedaljen i sølv (27. januar 2017)[2]